# Stefano Valli
Stefano Valli (ur. 21 marca 1969 roku w San Marino) – sanmaryński kierowca wyścigowy.

## Kariera
Valli rozpoczął karierę w międzynarodowtch wyścigach samochodowych w 2001 roku od startów w European Super Touring Championship. Z dorobkiem 73 punktów uplasował się tam na 22 pozycji w klasyfikacji generalnej. W późniejszych latach Sanmaryńczyk pojawiał się także w stawce Italian Super Production Car Championship, Italian Super Touring Car Championship, European Touring Car Cup, World Touring Car Championship, Campionato Italiano Turismo Endurance oraz Italian Touring Endurance Championship.
W World Touring Car Championship Sanmaryńczyk startował w latach 2005–2006. Jednak nigdy nie zdobywał punktów. Podczas drugiego wyścigu włoskiej rundy w sezonie 2006 uplasował się na siedemnastej pozycji, co było jego najlepszym wynikiem w mistrzostwach.